# Краново (Драмско)
 Тази статия е за обезлюденото село в Гърция.  За селото в България вижте Краново.  
Краново или Скраново (на гръцки: Ραχούλα или Ραχούλλα, Рахула, до 1927 година Σκράνοβα, Скранова или Σκράνοβον, Скрановон) е обезлюдено село в Република Гърция, разположено на територията на дем Бук (Паранести) в област Източна Македония и Тракия.

## География
Краново се намира от източната страна на река Места близо до последната язовирна стена на реката. Васил Кънчов го определя като чечко село, попадащо в Драмския Чеч.

## История

### В Османската империя
Съгласно статистиката на Васил Кънчов („Македония. Етнография и статистика“) към 1900 година Краново или Скранюво е българо-мохамеданско селище. В него живеят 98 българи-мохамедани в 20 къщи. Според гръцката статистика, през 1913 година в Скранова (Σκράνοβα) живеят 128 души.

### В Гърция
След Междусъюзническата война в 1913 година Краново попада в Гърция. През 1923 година селото е обезлюдено като жителите му са изселени в Турция и на тяхно място са заселени гърци бежанци. През 1927 година името на селото е сменено от Скранова (Σκράνοβα) на Рахула (Ραχούλλα). През 1928 година в Краново са заселени 7 гръцки семейства с 23 души - бежанци от Турция. Но климатът и планинския терен не се харесва на гръцките бежанци, и те изоставят селото, заселвайки се в по-богати региони на страната.
| Година    | 1913 | 1920 | 1928 | 1940 | 1951 | 1961 | 1971 | 1981 | 1991 | 2001 | 2011 | 2021 |
| --------- | ---- | ---- | ---- | ---- | ---- | ---- | ---- | ---- | ---- | ---- | ---- | ---- |
| Население | 128  | 85   | 21   |      |      |      |      |      |      |      |      |      |